# Kleinbahn Siegburg–Zündorf
| |                              |                                                    |                                                    |
| Streckenlänge: | ehem. 34,4 km heute: 15,3 km |                                                    |                                                    |
| Spurweite: | 1435 mm (Normalspur)         |                                                    |                                                    |
| Minimaler Radius: | 190 m                        |                                                    |                                                    |
| |                              |                                                    |                                                    |
| \| \| 6,5 \| Übergang zur Wahner Straßenbahn \| Übergang zur Wahner Straßenbahn \| \| \| \| Flughafen Köln/Bonn \| \| \| \| 5,6 \| Lind \| Lind \| \| \| \| Wahner Lager (Anst) \| \| \| \| \| Fabrik (Anst) \| \| \| \| 2,9 \| Spich \| Spich \| \| \| \| Rechte Rheinstrecke von Troisdorf \| \| \| \| 0,00 \| Troisdorf Vorbf \| Troisdorf Vorbf \| \| \| \| Rechte Rheinstrecke nach Köln \| \| \| \| 0,8 \| Troisdorf West (Übergabebahnhof) \| Troisdorf West (Übergabebahnhof) \| \| \| \| Zweigstrecke nach Porz-Wahn \| \| \| \| 1,30,0 \| Wechsel der Kilometrierung \| Wechsel der Kilometrierung \| \| \| \| Oberlar \| \| \| \| \| Siegburg \| \| \| \| \| Agger \| \| \| \| \| Troisdorf \| \| \| \| \| Rechte Rheinstrecke \| \| \| \| 1,7 \| Sieglar (zuvor Bf) Betriebshof RSVG \| Sieglar (zuvor Bf) Betriebshof RSVG \| \| \| \| Strecke nach Siegburg \| \| \| \| \| Sieglarer Kreisel \| Strecke auf der Straße \| \| \| 3,6 \| Eschmar (zuvor Bf) \| Eschmar (zuvor Bf) \| \| \| \| Bergheim (Siegkr) \| \| \| \| 7,4 \| Mondorf (Siegkr) (zuvor Bf) \| Mondorf (Siegkr) (zuvor Bf) \| \| \| 9,5 \| Rheidt (Siegkr) (zuvor Bf) \| Rheidt (Siegkr) (zuvor Bf) \| \| \| 11,9 \| Niederkassel (zuvor Bf) \| Niederkassel (zuvor Bf) \| \| \| 14,0 \| Lülsdorf (zuvor Bf) Gleisanschlüsse Evonik-Degussa \| Lülsdorf (zuvor Bf) Gleisanschlüsse Evonik-Degussa \| \| \| \| Ranzel \| \| \| \| 16,8 \| Langel \| Langel \| \| \| 20,4 \| Zündorf \| Zündorf \| \| \| 20,4 \| Wahner Straße \| Wahner Straße \| \| \| 20,5 \| Gleisverbindung zur Kölner Vorortbahn \| Gleisverbindung zur Kölner Vorortbahn \| |                              |                                                    |                                                    |
| U-Bahn-Grenze mit Eisenbahn (Strecke außer Betrieb) | 6,5                          | Übergang zur Wahner Straßenbahn                    | Übergang zur Wahner Straßenbahn                    |
| Abzweig geradeaus und von links (Strecke außer Betrieb) · Betriebsstelle Streckenende und quer (Strecke außer Betrieb) |                              | Flughafen Köln/Bonn                                | Flughafen Köln/Bonn                                |
| Bahnhof (Strecke außer Betrieb) | 5,6                          | Lind                                               | Lind                                               |
| Abzweig geradeaus und von links (Strecke außer Betrieb) · Betriebsstelle Streckenende und quer (Strecke außer Betrieb) |                              | Wahner Lager (Anst)                                | Wahner Lager (Anst)                                |
| Abzweig geradeaus und von links (Strecke außer Betrieb) · Betriebsstelle Streckenende und quer (Strecke außer Betrieb) |                              | Fabrik (Anst)                                      | Fabrik (Anst)                                      |
| Bahnhof (Strecke außer Betrieb) | 2,9                          | Spich                                              | Spich                                              |
| Strecke (außer Betrieb) · Strecke von links |                              | Rechte Rheinstrecke von Troisdorf                  | Rechte Rheinstrecke von Troisdorf                  |
| Strecke (außer Betrieb) · Dienststation / Betriebs- oder Güterbahnhof | 0,00                         | Troisdorf Vorbf                                    | Troisdorf Vorbf                                    |
| Kreuzung geradeaus unten (Strecke geradeaus außer Betrieb) · Abzweig geradeaus und nach rechts |                              | Rechte Rheinstrecke nach Köln                      | Rechte Rheinstrecke nach Köln                      |
| Strecke (außer Betrieb) · Dienststation / Betriebs- oder Güterbahnhof | 0,8                          | Troisdorf West (Übergabebahnhof)                   | Troisdorf West (Übergabebahnhof)                   |
| Abzweig ehemals geradeaus und von links · Strecke nach rechts |                              | Zweigstrecke nach Porz-Wahn                        | Zweigstrecke nach Porz-Wahn                        |
| Kilometer-Wechsel | 1,30,0                       | Wechsel der Kilometrierung                         | Wechsel der Kilometrierung                         |
| Dienststation / Betriebs- oder Güterbahnhof |                              | Oberlar                                            | Oberlar                                            |
| Strecke · Kopfbahnhof Streckenanfang (Strecke außer Betrieb) |                              | Siegburg                                           | Siegburg                                           |
| Strecke · Brücke über Wasserlauf (Strecke außer Betrieb) |                              | Agger                                              | Agger                                              |
| Strecke · Haltepunkt / Haltestelle (Strecke außer Betrieb) |                              | Troisdorf                                          | Troisdorf                                          |
| Strecke · Kreuzung geradeaus oben (Strecke geradeaus außer Betrieb) |                              | Rechte Rheinstrecke                                | Rechte Rheinstrecke                                |
| Dienststation / Betriebs- oder Güterbahnhof · Haltepunkt / Haltestelle (Strecke außer Betrieb) | 1,7                          | Sieglar (zuvor Bf) Betriebshof RSVG                | Sieglar (zuvor Bf) Betriebshof RSVG                |
| Abzweig geradeaus und ehemals von links · Strecke nach rechts (außer Betrieb) |                              | Strecke nach Siegburg                              | Strecke nach Siegburg                              |
| Bahnübergang |                              | Sieglarer Kreisel                                  | Strecke auf der Straße                             |
| Dienststation / Betriebs- oder Güterbahnhof | 3,6                          | Eschmar (zuvor Bf)                                 | Eschmar (zuvor Bf)                                 |
| ehemaliger Haltepunkt / Haltestelle |                              | Bergheim (Siegkr)                                  | Bergheim (Siegkr)                                  |
| Dienststation / Betriebs- oder Güterbahnhof | 7,4                          | Mondorf (Siegkr) (zuvor Bf)                        | Mondorf (Siegkr) (zuvor Bf)                        |
| Dienststation / Betriebs- oder Güterbahnhof | 9,5                          | Rheidt (Siegkr) (zuvor Bf)                         | Rheidt (Siegkr) (zuvor Bf)                         |
| Dienststation / Betriebs- oder Güterbahnhof | 11,9                         | Niederkassel (zuvor Bf)                            | Niederkassel (zuvor Bf)                            |
| Betriebs-/Güterbahnhof Strecke ab hier außer Betrieb | 14,0                         | Lülsdorf (zuvor Bf) Gleisanschlüsse Evonik-Degussa | Lülsdorf (zuvor Bf) Gleisanschlüsse Evonik-Degussa |
| Haltepunkt / Haltestelle (Strecke außer Betrieb) |                              | Ranzel                                             | Ranzel                                             |
| Haltepunkt / Haltestelle (Strecke außer Betrieb) | 16,8                         | Langel                                             | Langel                                             |
| Bahnhof (Strecke außer Betrieb) | 20,4                         | Zündorf                                            | Zündorf                                            |
| Bahnübergang (Strecke außer Betrieb) | 20,4                         | Wahner Straße                                      | Wahner Straße                                      |
| Grenze mit U-Bahn (Strecke außer Betrieb) | 20,5                         | Gleisverbindung zur Kölner Vorortbahn              | Gleisverbindung zur Kölner Vorortbahn              |

Die Kleinbahn Siegburg–Zündorf, im Volksmund Rhabarberschlitten genannt, war eine Kleinbahn im Siegkreis. Zwischen 1914 und 1965 gab es Personenverkehr auf dem Streckennetz zwischen Siegburg, Troisdorf, Wahn, Niederkassel und Zündorf. Zwischen Troisdorf und Lülsdorf wird auch heute Güterverkehr durchgeführt.

## Geschichte

### Entstehung
Ab dem Jahr 1906 verhandelten der Landkreis Siegburg und die Continentale Eisenbahn-Bau- und Betriebs-Gesellschaft aus Berlin über die Einrichtung einer normalspurigen Kleinbahn von Mondorf am Rhein über Siegburg nach Much. Da diese Verhandlungen ergebnislos blieben, schlug der Bürgermeister von Siegburg am 26. Juli 1909 vor, eine elektrische Straßenbahn zwischen Niederkassel und Siegburg durch die Rheinisch-Westfälische Elektrizitätswerk AG (RWE) bauen zu lassen.
Am 21. Dezember 1910 beschloss der Kreistag den Bau einer Bahn von der damals selbstständigen Gemeinde Porz am Rhein über Mondorf nach Beuel einschließlich eines Abzweiges von Mondorf über Troisdorf nach Siegburg. Am 31. Dezember 1910 und 1911 schloss man mit der RWE einen Vertrag. Auf Betreiben der preußischen Staatseisenbahnen und der Kölner Vorortbahnen wurden allerdings Änderungen in die Genehmigung des Kölner Regierungspräsidenten vom 5. August 1913 eingebracht. Es wurde kein Schnellverkehr auf den Strecken zugelassen, es durfte keine Gleisverbindung von Zündorf nach Porz noch zu einer anderen Vorortbahn gebaut werden, die Verbindungen von Siegburg nach Wahn und von Friedrich-Wilhelms-Hütte zum geplanten Hafen in Mondorf wurden untersagt.
Am 19. März 1914 wurde der erste Abschnitt von Spich über Sieglar nach Lülsdorf in Betrieb genommen. Hier wurde zunächst nur Güterverkehr betrieben. Am 25. Mai 1914 wurde der Personenverkehr von Siegburg über Sieglar nach Lülsdorf eröffnet. In Sieglar befand sich auch der erste Betriebshof der Kleinbahn Siegburg–Zündorf. Weitere Streckenerweiterungen wurden zunächst durch den Beginn des Ersten Weltkriegs verhindert. Folgende neue Streckenabschnitte wurden eingeweiht:
- 6. Mai 1917: 7,2 Kilometer von Spich nach Wahn (nur Güterverkehr) mit Anschluss an die Wahner Straßenbahn
- 29. Oktober 1920: 2,8 Kilometer von Lülsdorf nach Langel
- 1. Oktober 1921: 3,5 Kilometer von Langel nach Zündorf

Somit konnte man ab dem 1. Oktober 1921 zwischen den Städten Köln und Bonn mit der Straßenbahn fahren. An diesem Tag hatte auch die Kölner Vorortbahn Zündorf erreicht. Bereits ab dem 6. September 1911 bestand in Siegburg eine Verbindung zu den Bahnen Bonn-Stadt, Bonn-Land und des Siegkreises (SSB). Allerdings dauerte diese Fahrt erheblich länger als mit den Köln-Bonner Eisenbahnen (KBE) oder der Reichsbahn, man musste drei Fahrkarten lösen, zweimal umsteigen und in Zündorf dabei die Straße überqueren, obwohl eine Gleisverbindung bestand.
1921 hatte die Bahn mit 34,4 Kilometern Strecke ihre größte Ausdehnung erreicht, wobei allerdings nur 3,2 Kilometer zweigleisig waren. Die Absichten des Kreises, die Bahn an einigen Stellen zu verlängern, scheiterten in den kommenden Jahren immer an den nicht ausreichenden Finanzmitteln.
1936 konzentrierte Hugo Stinnes alle RWE-Linien in die neu gegründete Konzerntochter Rheinisch-Westfälische Straßen- und Kleinbahnen (RWSK).
Im Zweiten Weltkrieg wurde am 28. Dezember 1944 die Stadt Siegburg schwer getroffen und die Gleisanlagen der Kleinbahn Siegburg–Zündorf schwer in Mitleidenschaft gezogen. Am nächsten Tag fiel der Betriebshof in Sieglar einem Bombenangriff zum Opfer. Am 11. April 1945 wurden die Brücken über die Agger und über die Reichsbahn in Oberlar durch die Wehrmacht gesprengt.
Ab Herbst 1945 konnte die Verbindung zwischen Siegburg und Zündorf auf Abschnitten wieder in Betrieb genommen werden. Ab dem 3. Juli 1946 verkehrten zwischen der zerstörten Aggerbrücke und der zerstörten Siegbrücke Wagen im Pendelverkehr. Bis zum 19. Dezember 1946 wurde die Verbindung zu den SSB wiederhergestellt. Durchgehender Verkehr konnte dann ab dem 25. März 1948 aufgenommen werden.

### Einstellung des Personenverkehrs
Aufgrund des zunehmenden Individualverkehrs wurde bereits zu Beginn der 1950er über die Umstellung auf den Omnibus diskutiert. Zunächst wurde der Beschluss zur Einstellung auf den 22. März 1958 verschoben. Am 11. und am 22. April 1963 beschlossen die RWE und der Kreis, dass die Bahn am 30. April 1963 in den Besitz des Kreises übergehen solle. Die Umstellung auf den Omnibus wurde am 19. April 1963 beschlossen. Von da an wurden folgende Linien eingestellt:
- 14. Oktober 1963: Siegburg – Sieglar
- 6. September 1964: Sieglar – Zündorf
- 30. August 1965: Sieglar – Porz-Wahn

Da der Güterverkehr das Ende der Straßenbahn überlebte, es allerdings zu aufwändig war, die Oberleitungen nur für diesen zu erhalten, wurde am 22. Juni 1966 der Betrieb auf Dieselloks umgestellt. Allerdings wurden auch hier Strecken stillgelegt. Die Strecke von Porz-Lind nach Porz-Wahn wurden am 7. April 1967 und die Strecke von Lülsdorf nach Zündorf am 21. Mai 1969 eingestellt.
Am 1. Dezember 1972 wurde die Kleinbahn Siegburg–Zündorf nach der Vergrößerung des Kreisgebietes in Rhein-Sieg-Kreis Eisenbahn umbenannt. Am 1. Januar 1973 schloss sich die Rhein-Sieg-Kreis Eisenbahn mit den Verkehrsbetrieben des Rhein-Sieg-Kreis GmbH zur Rhein-Sieg-Verkehrsgesellschaft mbH (RSVG) zusammen. Im Zeitraum bis 1983 wurde der Linienbusverkehr der Rhein-Sieg-Eisenbahn AG zusätzlich übernommen.

### Betrieb seit 1980
Am 30. Juni 1977 wurde der Güterverkehr zwischen Troisdorf und dem Flughafen Köln/Bonn eingestellt. Damit umfasst das Gleisnetz der RSVG nur noch die 15,3 Kilometer lange Strecke zwischen Troisdorf Vorbf und Lülsdorf, mit einer Gleislänge von 18,1 km. Das Verkehrsaufkommen ging in den letzten Jahren stark zurück, 2012 verkehrte täglich nur noch ein einziger Übergabegüterzug zum Evonik-Werk Lülsdorf, statt früher drei Zügen. Eingesetzt wurden dabei die zwei 60 Tonnen schweren MaK-Diesellokomotiven der RSVG, zudem besaß die RSVG für besondere Zwecke eine Motordraisine (Gleiskleinkraftwagen). Viele Bahnübergänge entlang der Strecke sind unbeschrankt und verfügen meist nur über Lichtsignalanlagen, so dass sich bisher bereits zweimal an unbeschrankten Bahnübergängen tödliche Unfälle ereignet haben. Das Evonik-Werk Lülsdorf (örtlich als Die Hüls bekannt) wurde zm 30. Juni 2023 an International Chemical Investors Group verkauft.
Die Betriebsgenehmigung für die Strecke wurde am 15. Februar 1984 bis zum 30. September 2021 verlängert.
Es gibt Überlegungen, einen Teil der Trasse für die geplante Stadtbahn Bonn–Niederkassel–Köln zu nutzen. Bei Godorf ist eine weitere Brücke geplant, auf der dann die hochflurige Linie 17 aus der Stadt Köln kommend den Rhein überqueren, über Langel-Süd und Niederkassel und die RSVG-Strecke bis Bonn-Beuel gehen und dann auf die Strecke der Linie 66 einschwenken könnte.